# ASCI Red
ASCI Red (или ASCI Option Red или Intel TeraFLOPS) — суперкомпьютер с массово-параллельной архитектурой и разделенной памятью (DM-MIMD). Это был первый суперкомпьютер, созданный по программе Accelerated Strategic Computing Initiative — программе Правительства США по развитию суперкомпьютерных технологий, призванных следить за состоянием ядерного арсенала США после объявления в октябре 1992 года моратория на проведение ядерных испытаний. Первый в истории суперкомпьютер, перешагнувший терафлопсный рубеж производительности.
ASCI Red был построен компанией Intel в конце 1996 года и установлен в несколько этапов в Сандийской национальной лаборатории к июню 1997 года.
Остановлен 29 июня 2006 года и заменен на суперкомпьютер ASC Red Storm.

## История создания
В январе 1995 года, на собрании руководителей вычислительных отделов трёх лабораторий, участвовавших в программе ASCI, было принято решение, что все компьютеры программы ASCI будут использовать массово-параллельную архитектуру с распределённой памятью с минимумом специализированных компонентов. Также было решено, что первый компьютер будет установлен в Сандийских лабораториях в городе Альбукерке, и все лаборатории будут пользоваться им совместно, пока другие лаборатории не получат свои экземпляры. Выбор Сандийских лабораторий был необычным, так как Сандийские лаборатории занимались неядерными компонентами ядерного оружия, поэтому они в меньшей степени страдали от введения полного запрета на проведение ядерных испытаний.
4 апреля 1995 года был разослан Request for Proposals (запрос на технико-коммерческое предложение). Потенциальным подрядчикам отводилось 30 дней на ответ. 15 мая 1995 года ответы были рассмотрены. После долгих обсуждений 8-9 июня, контракт на постройку ASCI Red был отдан компании Intel, которая ранее уже собирала суперкомпьютерную систему Intel Paragon для Сандийской лаборатории. Официальное объявление о постройке компаний Intel суперкомпьютера ASCI Red сделала министр энергетики Хейзел О’Лири (Hazel O’Leary) 7 сентября 1995 года.
Команда, которая собирала массово-параллельный Intel Paragon для Сандийской лаборатории, также создавала и ASCI Red. 18 октября 1996 года — спустя чуть меньше года после начала работ, команда Intel на своей производственной площадке запустила бенчмарк Linpack, на собранной к тому времени части системы из 11 стоек, и получила производительность 208 Гфлопс. 22 ноября — удалось получить производительность 327 Гфлопс. 4 декабря 1996 года, ASCI Red (собранный на 3/4 — три ряда стоек из четырёх) достиг рубежа 1,06 Тфлопс. 12 июня 1997 года, ASCI Red перевезен в Альбукерке, собран, сдан и включен для работы в Сандийской лаборатории, показав производительность 1,338 (1,6?) Тфлопс, что позволило суперкомпьютеру удерживать первое место в рейтинге TOP500 начиная с июня 1997 года по ноябрь 2000 года.
После обновления в 1999 году, ASCI Red показал на тесте Linpack максимальную производительность 2,38 Тфлопс при теоретической 3,15 Тфлопс. До января 2001, суперкомпьютер обслуживала команда Intel, которая одновременно обучала персонал лаборатории.

## Технические характеристики
В ASCI Red использовано 9216 рядовых коммерческих процессоров Intel Pentium Pro с тактовой частотой 200 МГц (которые только-только — 1 ноября 1995 года — появились на рынке) по два процессора на каждом узле с 128 МБ оперативной памяти (по 64 МБ на каждый процессор). Пара таких узлов размещалась на общей плате с коммуникационным модулем. Эти платы размещались в 85 шкафах-стойках размерами с бытовой холодильник. Общая площадь системы составляла 1600 кв. футов. 594 гигабайта оперативной памяти и 2 терабайта дискового пространства на 640 дисках для хранения данных. 1540 систем питания, 616 сетевых соединений. Одно из главных требований контракта было использование в суперкомпьютере по максимуму общедоступных компонентов (commerical off-the-shelf), что и было сделано за исключением коммуникационных модулей.
Система делилась на четыре части: Вычислительная, Сервисная, Ввод-вывод и Системная. Вычислительная часть была оптимизирована под вычисления с плавающей точкой. С вычислительной частью пользователи общались через Сервисную часть, которая поддерживала планирование задач, администрирование системы и среду программирования. Система ввода-вывода обслуживала сеть, а также диски и файловую систему на них. Системная часть отвечала за стартовую загрузку всей системы и её мониторинг.
Для вычислительных узлов использовалась операционная система Cougar с «облегченным ядром» — собственная разработка Сандийской лаборатории на основе ОС SUNMOS и PUMA. Для коммуникационных узлов и узлов ввода-вывода — Unix-подобная ОС «Teraflops OS» (TOS), производная от OSF UNIX.
Во время обновления в 1999 году были установлены новые процессоры и увеличена память: 9632 процессора Intel Pentium II Xeon с тактовой частотой 333 МГц, кэш первого уровня 16 КБ, кэш второго уровня 256 КБ, количество узлов: 4510, 104 стойки (76 — вычислительные, 8 — коммутаторы, 20 — дисковые накопители), 1,212 терабайт памяти.